# Pepe Guindo
Pepe Guindo és una pel·lícula de cinema espanyola dirigida per Manuel Iborra el 1999 segons un guió del propi Iborra i Francisco Gisbert escrita com a guió teatral. Peer Gynt d'Edvard Grieg és una de les peces de la banda sonora de la pel·lícula.

## Argument
Fernán Gómez dona vida a un veterà músic que, en un monòleg gairebé teatral, mira a la cambra per a contar la seva vida, quan la seva orquestra anava de gira per Orient, les seves amants, els seus amors i la seva decadència. En brollar els records sovint confon fantasia i realitat.

## Fitxa artística
- Fernando Fernán Gómez... Pepe Guindo
- Verónica Forqué... Sastra
- Antonio Resines... Vibrafonista
- Jorge Sanz... Trompetista
- Enrique San Francisco... Il·luminador
- Pepón Nieto...	Autor
- Josep Maria Pou	... Director
- Juan Diego...	xofer
- Emilio Laguna	...	Regidor
- Francisco Algora...	Maquinista

## Nominacions
Fernando Fernán Gómez fou nominat al Fotogramas de Plata 1999 al millor actor de cinema i també a la Medalla del Cercle d'Escriptors Cinematogràfics al millor actor